# 호라시오 라미레스
호라시오 라미레스(Horacio Ramirez , 1979년 11월 24일 ~ )은 미국 출신의 야구 선수이며 전 KBO 리그 KIA 타이거즈의 투수이다.

## 미국 프로 야구시절
2003년 애틀랜타 브레이브스와 입단 계약을 맺는다. 데뷔 시즌 12승을 따내며 최고의 한 해를 보낸다.

## KBO 리그시절

### KIA 타이거즈
2012년 2월 23일 KIA 타이거즈와 입단 계약을 맺었으나, 어깨 염증으로 1군에 늦게 합류했다. 1군 합류 이후 선발 1경기에 등판하였으나 2이닝 만에 강판되었고, 그는 선발보다 불펜을 원하여 선동열 감독과 이견을 보였다. 결국 선발 보강을 원하였던 KIA 타이거즈가 2012년 5월 24일 헨리 소사를 영입하게 되어 웨이버 공시되었다. 2014년부터 애틀랜타 브레이브스 코치로 임명됐다.

## 참조
1. ↑  KIA, ML 출신 좌완 호라시오 라미레스와 계약 <<마이데일리>> 2012 2월 23일